# Van Jones
Anthony Kapel (Van) Jones (Jackson (Tennessee), 20 september 1968) is een Amerikaans politiek commentator, auteur en jurist. Hij is medeoprichter van verschillende non-profitorganisaties, commentator bij CNN, drievoudig New York Times-bestsellerauteur en winnaar van een Emmy Award.
Jones was speciaal adviseur op het gebied van groene banen van president Barack Obama in 2009 en gastdocent aan de Princeton-universiteit. Hij heeft verschillende non-profitorganisaties opgericht of mede-opgericht, waaronder het Ella Baker Center for Human Rights, Color of Change en het Dream Corps. Het Dream Corps richt zich op sociale rechtvaardigheid en bestaat uit de belangenbehartigingsinitiatieven #cut50, #YesWeCode en Green for All.
Hij heeft verschillende CNN-programma's gehost of mede-gehost, waaronder Crossfire, The Messy Truth, The Van Jones Show en The Redemption Project with Van Jones. Ook treedt hij er regelmatig op als politiek commentator. Hij is de auteur van The Green Collar Economy, Rebuild the Dream en Beyond the Messy Truth; alle drie de boeken zijn New York Times-bestsellers. Hij is mede-oprichter van Magic Labs Media LLC, het productiehuis van de met een WEBBY Award bekroonde digitale serie Messy Truth en het met een Emmy Award bekroonde The Messy Truth VR Experience with Van Jones.
Jones werkte samen met het kabinet-Trump en Congresleden van verschillende partijen om een hervorming van het strafrecht door te voeren die bekend staat als de First Step Act. Ook was hij adviseur van de muzikant Prince. Momenteel is hij bestuursvoorzitter van de REFORM Alliance, een door Jay-Z en Meek Mill opgericht initiatief om het strafrechtsysteem te hervormen.